# 불범상어

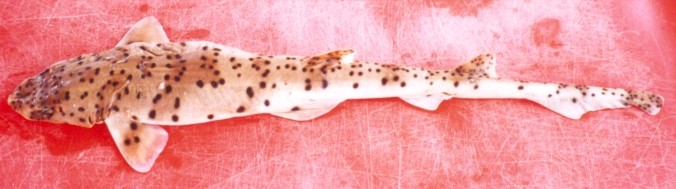
불범상어의 모습

불범상어(학명: Halaelurus buergeri)는 흉상어목 두툽상어과에 속하는 물고기이다. 몸길이는 50cm로 상어에선 작은 편인 어종에 속한다.

## 특징과 먹이
불범상어는 몸이 가늘고 길며 앞쪽이 납작한 원통형이다. 다른 이름으론 검은 고양이 상어라는 이름으로도 불리는 물고기이며 영어권에서는 블랙 스포닷 캣샤크(Blackspotted catshark)라고 불린다. 등지느러미는 2개이며 제1등지느러미가 좀 더 크고 배지느러미의 뒷쪽에 위치한다. 몸의 빛깔은 연한 갈색의 세로무늬와 밝은 베이지색의 몸의 색상을 가지고 있으며 여기에 어두운 회색과 독특한 모양의 어두운 반점이 지느러미를 포함한 몸의 전체에 골고루 흩어져 있다. 작은 항문지느러미와 함께 괭이상어와 동일한 일원의 모양을 가지고 있으며 피부는 두텁다. 머리는 둥글고 약간의 들여쓰기가 있으며 짧은 입을 가지고 있는 것이 특징이다. 또한 이종에겐 바벨은 없다. 위턱과 아래턱에는 세갈래의 작은 이빨이 나 있으며 물이나 공기가 드나드는 분수공은 눈의 뒤쪽에 있고 아가미구멍은 5쌍이 모두 작지만 그 중에서도 가장 뒤쪽이 특히 제일 작은 편에 가슴지느러미가 시작되는 바로 위쪽에 자리를 잡고 있는 특징이 있다. 먹이로는 멸치, 청어, 꽁치, 정어리, 갈치와 같은 어류들과 새우, 게, 갯가재와 같은 갑각류랑 오징어와 같은 두족류를 모두 잡아먹는 육식성물고기에 속한다.

## 서식지와 산란기
불범상어의 주요한 서식지는 북서 태평양이며 대한민국, 일본, 중국, 대만, 필리핀이 불범상어의 주요한 서식국가이다. 수심 80~100m의 대륙붕으로 둘러 싸여진 연안이나 산호초 등에 주로 서식하는 표해수대의 어류이다. 불범상어의 산란기는 3월~7월인 여름이 주요한 산란기이며 알을 낳는 난생(卵生)인 어류이고 12월~4월인 겨울과 봄에 수컷의 수정을 받은 암컷이 7개의 알을 낳는다. 태어나서 40cm까지 자라면 성적으로 성숙하게 되며 보통 알에서 깨어난지 3~4년이 지나면 이정도의 크기가 되어 성적으로 성숙하게 된다.

## 같이 보기
- 흉상어목
- 두툽상어과